# TrueType
TrueType fontovi su ocrtni (engleski: outline) fontovi izvorno razvijeni u kompaniji Apple Computer kasnih osamdesetih, kao konkurencija Adobeovim Type 1 fontovima koji su rabili PostScript. 
Osnovna značajka koju su TrueType fontovi pružali stvarateljima fontova bila je visoka kontrola prikaza, do najmanje pojedine točke (pixel), bez obzira na veličinu fonta. Međutim, danas kada su u primjeni brojne tehnologije za iscrtavanje (rendering), kontrola na razini točke (pixel-level control) zapravo ne igra nikakvu ulogu.

## Povijest

### Apple
Na  Macintosh računalima tog vremena, bitmap (rasterski fontovi) su bili pohranjeni u kovčežićima (mogli su se ručno ugađati) koji su imali svaki skup znakovnika nekog fonta u njegovoj posebnoj veličini, ako je korisnik želio vidjeti i koristiti taj isti font u nekoj drugoj veličini. Aplikacija Font Manager tražila mu je najbliže moguće rješenje prema njegovom zahtjevu i prikazala to uz osnovni skalabilni algoritam. Međutim, kad je došlo do velikih uvećanja, rezultati bi često bili groteskni (prikaz tog znakovnika na zaslonu znao se raspasti u blokove).
Nasuprot njima printerski fontovi (primjer za tada vrlo popularni Apple LaserWriter) bili su bazirani na Adobeovim PostScript Type 1 ocrtnim fontovima i davali su odličan rezultat u bilo kojoj izlaznoj veličini. To je zato što ocrtni fontovi imaju skup jednadžbi za crtanje linija i krivulja i iscrtavanje oblika svakog pojedinačnog slovnog karaktera, tj. njegove ikone. Slijedeći jednadžbu, računalo iscrtava ocrt oblika željene veličine, a zatim ga ispunjava bojom da iscrta karakter tog slovnog znaka. Jednadžba skalira na bilo koju veličinu i neovisna je od razlučivosti zaslona ili pisača. Rezultat je iste kvalitete bez obzir tiska li se na filmu, zaslonu ili velikom uličnom plakatu (billboardu).
Ova tehnologija je bila ključni pronalazak osnivača Adobea, i tržišno oglašavana kao PostScript. Da stvar bude još kompliciranija  Type 1 fontovi bili su šifrirani i Adobe je imao značajan prihod od licenci te nije dozvoljavao Appleu da to dijeli besplatno svojim korisnicima. Zato je Sampo Kaasila iz  Applea odlučio napraviti potpuno novi format fontova koji je stao razvijati pod kodnim imenom Bass.
Ovaj sustav razvijen je i objavljen kao TrueType zajedno s operativnim sustavom Mac OS System 7 u svibnju 1991. Ovi fontovi s četiri inačice (regular, italic, bold i bold italic = font family), a tipovi su bili Times Roman, Helvetica, Courier, uz dosta drugih manje poznatih, a zamijenili su ranije rasterske fontove iz prijašnjeg operativnog sustava System Software 6).
Kao dio nove poslovne taktike Apple se počeo distancirati od Adobea, tako da je TrueType fontove licencirao s Microsoftom u zamjenu za njihovu licencu TrueImage, Microsoftovu zamjensku tehnologiju za PostScript kompatibilni jezik za pisače. Zanimljivo je da TrueImage Apple nikad nije upotrijebio u nijednom od svojih proizvoda.
Apple je unaprijedio TrueType fontove lansiranjem TrueType GX 1994. godine takozvanom smartfont tehnologijom koja je bila samo dio novog QuickDraw GX. Ovo je korisnicima davalo snažne dodatke u dva glavna polja, tako da se font mogao lako namjestiti da bude tanak ili jako debeo, ili da bude jako sužen ili pak jako raširen.

### Microsoft
Od 1991. kompanija  Microsoft daje TrueType fontove u svoj operativni sustav Windows 3.1. U suradnji sa svojim ugovornim partnerima na tom polju, Monotype Corporation, 
Microsoft je uložio velike napore da kreira zbirku kavalitetnih TrueType fontova koji bi bili kompatibilni s fontovima koji su bili opremljeni s Adobeovim PostScriptom. 
Microsoft je razvio smart font tehnologiju nazvanu isprva TrueType Open 1994., da bi ju kasnije preimenovao u OpenType kad se udružio s Adobe i uz njihovu pomoć razvio OpenType fontove.

## TrueType fontovi danas

### Macintosh i Windows računala
TrueType fontovi bili su osnovni zajednički standard za fontove u operativnim sustavima Mac OS i Windows, iako su čitavo vrijeme ova dva operativna sustava imala i podršku za Adobeove Type 1 formate. 

### Linux i druge platforme
Projekt Davida Turnera FreeType ima namjeru razvoja nezavisne primjene TrueType standarda (kao i neke druge standarde za fontove u FreeType 2). FreeType je uključen u mnoge Linuxove distribucije.

## Tehničke opaske

### Ocrt
Ocrt jednog slovnog karaktera u TrueType fontu je napravljen od ravne linije i kvadratne Bézierove krivulje. Ove matematički jednostavne krivulje su malo učinkovite kod procesuiranja u usporedbi s kubičnim Bézierovim krivuljama koje su pretežno koncentrirane u PostScriptu, a isto tako u upotrebi kod Type 1 fontova.

### Ugrađena zaštita
TrueType format dozvoljava u većini slučajeva da autor postavi ugrađenu zastavicu u kojoj dajeili zabranjuje svojim korisnicima, u skladu sa zakonima o upravljanju digitalnim vlasništvom, da se njegov font prebacuje u pdf format ili na web.

### Formati Fontova

#### TrueType Collection
TrueType Collection (TTC) je dodatak TrueType formatu koji dozvoljava kombinaciju više fontova u isti elektronički niz podataka čime se štedi prostor za skup fontova koji koriste različite slovne slike za iste karaktere.

## Vanjske poveznice
- TrueType specifikacija(Microsoft)
- TrueType specifikacija(Apple)  Arhivirana inačica izvorne stranice od 21. prosinca 2008. (Wayback Machine)
- TrueType Typography – Nezavisni info portal
- openfontlibrary.org - free software fonts  Arhivirana inačica izvorne stranice od 9. veljače 2008. (Wayback Machine)